# Gene Clark
Gene Clark, nato Harold Eugene Clark (Tipton, 17 novembre 1944 – Los Angeles, 24 maggio 1991), è stato un cantautore statunitense, fondatore dei Byrds, considerato uno dei padri del folk rock e del country rock.

## Biografia
Nato in un piccolo paese del Midwest, musicista precoce, entra a far parte a 13 anni di un gruppo rock and roll di Kansas City. Si appassiona in seguito al folk, nel 1962 viene assunto dal gruppo dei New Christy Minstrels, con i quali rimane circa 6 mesi. Si trasferisce in seguito a Los Angeles dove conosce Roger McGuinn e David Crosby coi quali costituisce il trio The Jet Set e in seguito i Beefeathers, prima incarnazione dei futuri Byrds.
Gene Clark contribuì in maniera determinante al successo dei Byrds scrivendo alcune delle canzoni più memorabili come I'll Feel a Whole Lot Better, Here Without You,  She Don't Care About Time, Eight Miles High. Nel gruppo oltre a cantare suonava l'armonica ed il tamburello. Schivo e non molto appariscente, era l'anima poetica della band. Per scelta della produzione i singoli e le cover di Dylan dovevano essere cantate da McGuinn; questo motivo, insieme alle rivalità interne tra i membri della band e alla sua paura di volare, lo portarono a separarsi dal gruppo nel 1966.
Intraprese così la carriera solista, nel 1967 pubblicò Gene Clark with the Gosdin Brothers con la Columbia, anche se valutato ottimamente dalla critica fu un mezzo fallimento commerciale. In seguito ritornò per un breve periodo con i Byrds in sostituzione di David Crosby. Formò poi con il suonatore di banjo Doug Dillard il duo Dillard & Clark che pubblicò 2 album di country bluegrass di buona levatura e successo. Dopo una breve collaborazione con i Flying Burrito Brothers nel 1971 pubblicò il primo disco totalmente autografo: White Light, che uscì con solo il suo nome in copertina. Nel 1972, con il supporto di un gruppo di musicisti country rock, ed in due tracce con i Byrds originali al completo, scrisse altri brani raccolti nell'album Roadmaster edito inizialmente solo nei Paesi Bassi.
Nel 1973 partecipò alla reunion dei Byrds per l'album omonimo. Nel 1974 passò dalla A&M alla Asylum in vista della registrazione del successivo album No Other, progetto ambizioso di fusione della tradizione folk e country con partiture orchestrali e cori gospel. Ci fu una grossa produzione, l'album costò molto ma il disco fu un insuccesso commerciale, anche perché Clark non era un gran promotore di se stesso. Cambiò di nuovo etichetta (RSO) e pubblicò nel 1977 Two Sides To Every Story, diretta continuazione del precedente ma con un budget molto più ridotto. Per il lancio dell'album riuscì per un periodo a superare la sua cronica paura di volare che lo portò quindi ad un tour all'estero. Formò un trio con due membri dei Byrds originari, ribattezzatosi McGuinn, Clark and Hillman per l'album omonimo del 1979 e Roger McGuinn and Chris Hillman, featuring Gene Clark per City del 1980. Abbandonò in seguito il progetto e si mise al lavoro nel 1983 per un nuovo album Firebyrd che uscì solamente nel 1988, dopo che R.E.M. e altri avevano rinverdito il suono classico dei Byrds. Partecipò con un brano di sua composizione ad un album dei Long Ryders e pubblicò nel 1987 So Rebellious a Lover, in coppia con Carla Olson dei Textones.
La salute nel frattempo stava peggiorando soprattutto a causa dell'uso eccessivo di alcolici, con i quali cercava di alleviare la sua ansia. Era affetto da ulcere diffuse che nel 1988 lo costrinsero a un intervento allo stomaco e all'intestino. Nel 1989 ottenne un cospicuo ammontare di royalties dovute al successo commerciale della cover eseguita da Tom Petty su Full Moon Fever del brano I'll Feel a Whole Lot Better. Questo non fece altro che accelerare la sua debilitazione fisica, che lo portò presto alla morte nel 1991. Fu sepolto a Tipton, sua città natale, e sulla tomba fu inciso semplicemente "Harold Eugene Clark - No Other".

## Discografia

### Album studio
- Gene Clark with the Gosdin Brothers (1967)
- The Fantastic Expedition of Dillard & Clark (1968) – con Doug Dillard
- Through the Morning, Through the Night (1969) – con Doug Dillard
- White Light (1971)
- Roadmaster (1973) Raccolta di inediti
- No Other (1974)
- Two Sides to Every Story (1977)
- McGuinn, Clark & Hillman (1979) – con Roger McGuinn e Chris Hillman
- City (1980) – con Roger McGuinn e Chris Hillman
- Firebyrd (1984)
- So Rebellious a Lover (1987) – con Carla Olson

### Raccolte
- Kansas City Southern (1975) con Doug Dillard
- Echoes (1991)
- American Dreamer 1964-1974 (1992)
- Flying High (1998) Raccolta 2 CD

### Live
- Silhouetted in Light (1992) – con Carla Olson
- 3 Byrds Land in London (1996) 2 CD
- In Concert (2007)  – con Carla Olson
- Silverado '75: Live & Unreleased (2008)